# 브리크루
브리크루(아일랜드어: Bricriu; Briccriu) 또는 브리크네(아일랜드어: Bricne)는 아일랜드 신화의 얼스터 대계에 등장하는 시인이자 말썽꾼이다.
〈브리크루의 연회〉에서 그는 둔 루드라게(오늘날의 다운주 둔드럼)의 자기 집에서 호화로운 연회를 열고 콘코바르 막 네사 왕과 울라의 영웅들을 초대한다. 그러나 브리크루의 악명을 익히 들어서 알고 있었기에 사람들은 오지 않으려 했고, 브리크루는 연회에 오라고 그들을 협박한다. 우선 브리크루는 오지 않으면 울라의 전사들이 서로 반목할 것이라고 협박하고, 그래도 듣지 않자 아버지들과 아들들이 싸우고 어머니들과 딸들이 싸울 것이라 협박한다. 그래도 듣지 않자 브리크루는 울라 여자들의 양 젖가슴이 서로 반목하여 치고받고 싸울 것이라고 협박했고, 그러자 울라 전사들은 결국 연회에 가겠다고 승낙했다.
연회 자리에서 브리크루는 쿠 훌린에게 쿠라드미르를 약속했다. 그리고 그 다음에는 코날 케르나크와 로에가레 부어다크에게도 쿠라드미르를 주겠다고 약속했다. 당연히 세 영웅은 나중에 쿠라드미르를 놓고 경쟁하게 되었다. 코나크타의 왕과 여왕인 알릴 막 마타와 메브, 먼스터의 왕인 쿠 리 등이 심사위원이 되어 여러 가지 시험을 거친 결과 모든 시험에서 쿠 훌린이 1등을 했다. 그러나 코날과 로에가레는 결과에 승복하지 않았다.
이에 거인으로 둔갑한 쿠 리가 세 명의 영웅에게 각각 찾아가 자기 목을 쳐 보라고 하고, 만일 목을 치지 못하면 자기가 그들의 목을 치겠다고 도전했다. 코날과 로에가레는 쿠 리를 참수했으나, 쿠 리는 잘린 목을 집어들어 도로 붙이고 목을 내밀라고 했다. 그러자 코날과 로에가레는 도망가 버렸다. 쿠 리의 도끼를 받아들일 만큼 용감한 사람은 쿠 훌린밖에 없었고, 쿠 리는 쿠 훌린의 목을 치는 대신 그가 챔피언이라고 선언했다.
데르드레 사건으로 인해 페르구스 막 로크가 울라에서 추방당해 코나크타로 망명하자 브리크루도 그를 따라갔다. 브리크루는 페르구스와 함께 코나크타의 수도 크루아한에 객장으로 머물면서 갖은 말썽을 부리고 다녔다. 브리크루는 나중에 크루아한에서 황소 두 마리의 싸움이 벌어진 가운데 그 중간에 끼이는 바람에 짖밟혀 죽었다.